# エルミーと行列
もしかして
- エルミート行列

ではありませんか？